# Cratodactyla unicolor
Cratodactyla unicolor är en stekelart som beskrevs av Szepligeti 1914. Cratodactyla unicolor ingår i släktet Cratodactyla och familjen bracksteklar. Inga underarter finns listade i Catalogue of Life.